# Julho

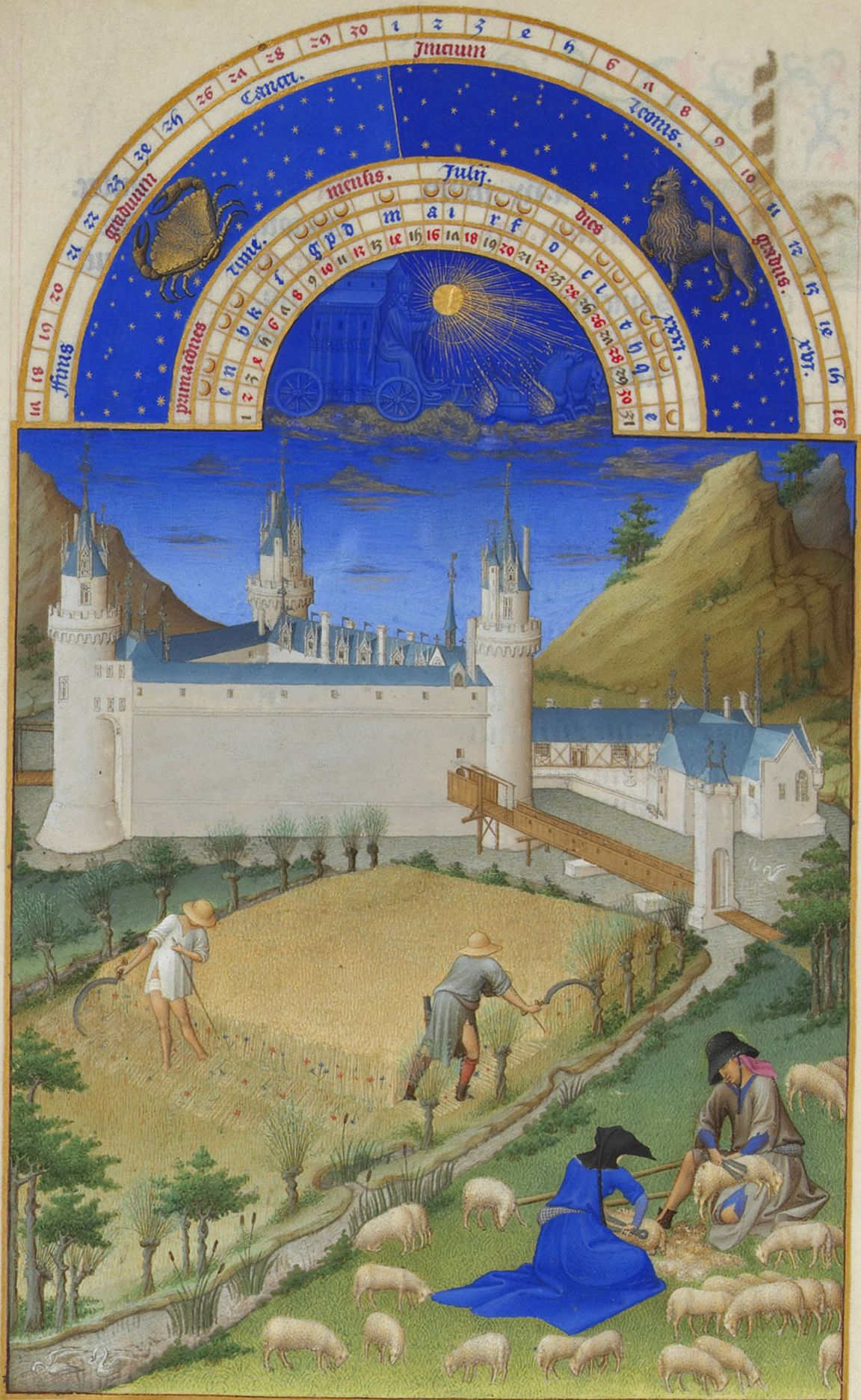
Julho representado nas Les très riches heures du duc de Berry.

Julho é o sétimo mês do ano no Calendário gregoriano, tendo a duração de 31 dias. Julho deve o seu nome ao Cônsul e ditador romano Júlio César (100-44 a.C) sendo antes chamado Quintilis em latim, dado que era o quinto mês do Calendário Romano, que começava em março. Também recebeu esse nome por ser o mês em que César nasceu.
Julho começa (astrologicamente) com o Sol no signo de Câncer (até 21 de julho) e termina no signo de Leão 22 de julho adiante).
É em média o mês mais quente na maior parte do hemisfério norte, onde é o segundo mês de verão, e o mês mais frio em grande parte do hemisfério sul, onde é o segundo mês de inverno. A segunda metade do ano começa em julho. No hemisfério sul, julho é o equivalente sazonal de janeiro no hemisfério norte.
Na Igreja Católica, julho é dedicado ao Preciosíssimo Sangue de Jesus.

## Eventos
- 1 de julho de 1994 – O real torna-se a moeda oficial do Brasil
- 2 de julho de 1823 – Independência da Bahia - dia do bombeiro militar
- 4 de julho de 1776 – Independência dos Estados Unidos da Grã-Bretanha
- 5 de julho de 1687 – publicação do livro Philosophiae Naturalis Principia Mathematica de Isaac Newton
- 9 de julho de 1932 – início da Revolução Constitucionalista de 1932 no Brasil
- 10 de julho – Dia da pizza
- 11 de julho – Dia do mestre de banda / dia da população mundial
- 13 de julho – Dia Internacional do Rock
- 14 de julho de 1789 – Dia nacional da França (é comemorado o início da Revolução Francesa)
- 17 de julho de 2007 – Airbus A320, conduzindo o voo 3054 da TAM, bate no galpão da TAM Express, matando 199 pessoas
- 20 de julho de 1969 – A missão Apollo 11 pousa na Lua; Neil Armstrong e Edwin Aldrin tornam-se os primeiros humanos a caminhar na superfície do satélite

## Datas comemorativas

### Internacionais
- 1 de julho — Dia do Canadá (Canadá)
- 4 de julho — Dia da Independência dos Estados Unidos (EUA)
- 7 de julho — Dia Mundial do Chocolate
- 14 de julho — Dia da Bastilha (feriado nacional na França)
- 14 de julho — Dia Mundial da Liberdade de Expressão
- 18 de julho — Dia Internacional de Nelson Mandela
- 25 de julho — Dia Mundial de prevenção contra o afogamento
- 26 de julho — Dia dos Avós
- 30 de julho — Dia Internacional da Amizade
- 31 de julho — Dia de Harry Potter

### No Brasil
- 6 de julho — Dia da Criação do IBGE
- 9 de julho — Dia da Revolução Constitucionalista (São Paulo)
- 15 de julho — Dia Nacional do Homem
- 19 de julho — Dia Nacional do Futebol
- 20 de julho — Dia Nacional da Amizade

### Cristianismo
- Dia de São Tomé (3 de julho)
- Dia de Santa Isabel de Portugal (4 de julho)
- Dia de Santa Maria Goretti (6 de julho)
- Dia de Santa Paulina (9 de julho)
- Dia de São Bento (11 de julho)
- Dia de São Camilo Lellis (14 de julho)
- Dia de Nossa Senhora do Carmo (16 de julho)
- Dia de Santa Maria Madalena (22 de julho)
- Dia de Santa Brígida da Suécia (23 de julho)
- Dia de Santiago Maior (25 de julho)
- Dia de São Cristóvão (25 de julho)
- Dia de Sant'Ana e São Joaquim (26 de julho)
- Dia de Santo Inácio de Loyola  (31 de julho)

## Outras denominações
- No antigo calendário japonês, esse mês é chamado de fumi zuki (文月).
- No calendário irlandês o mês é chamado de Iúil e é o terceiro e último mês da estação do verão.
- No finlandês, o mês é chamado de heinäkuu, que significa "mês do feno".
- Na língua auxiliar esperanto, o nome do mês é julio.
- Na língua turca, o nome do mês é Temmuz.
- Em galego, língua muito próxima do português, o mês de julho é chamado de 'xullo'

## Nascimentos

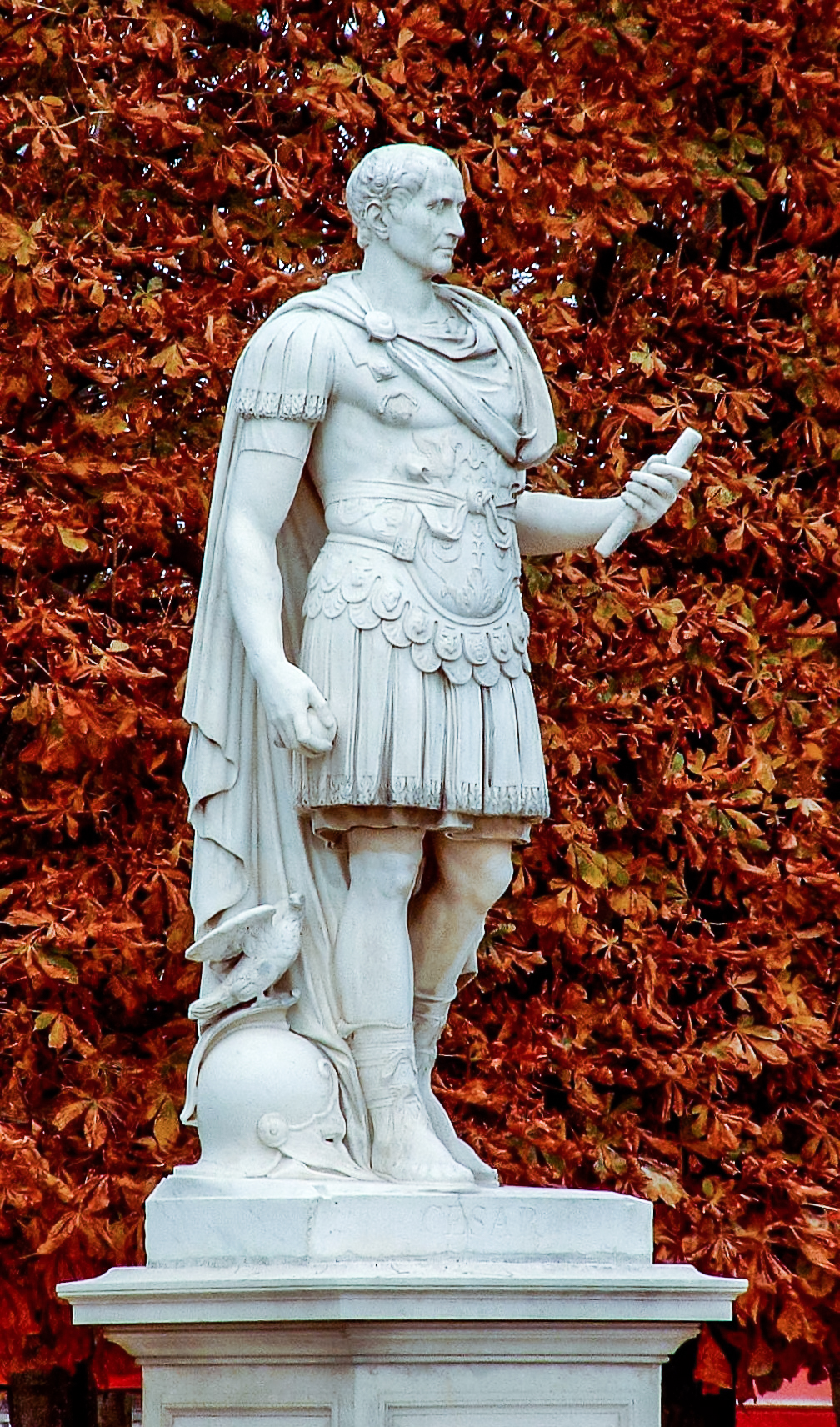
Júlio César

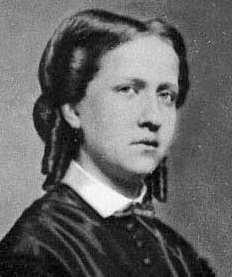
Isabel do Brasil

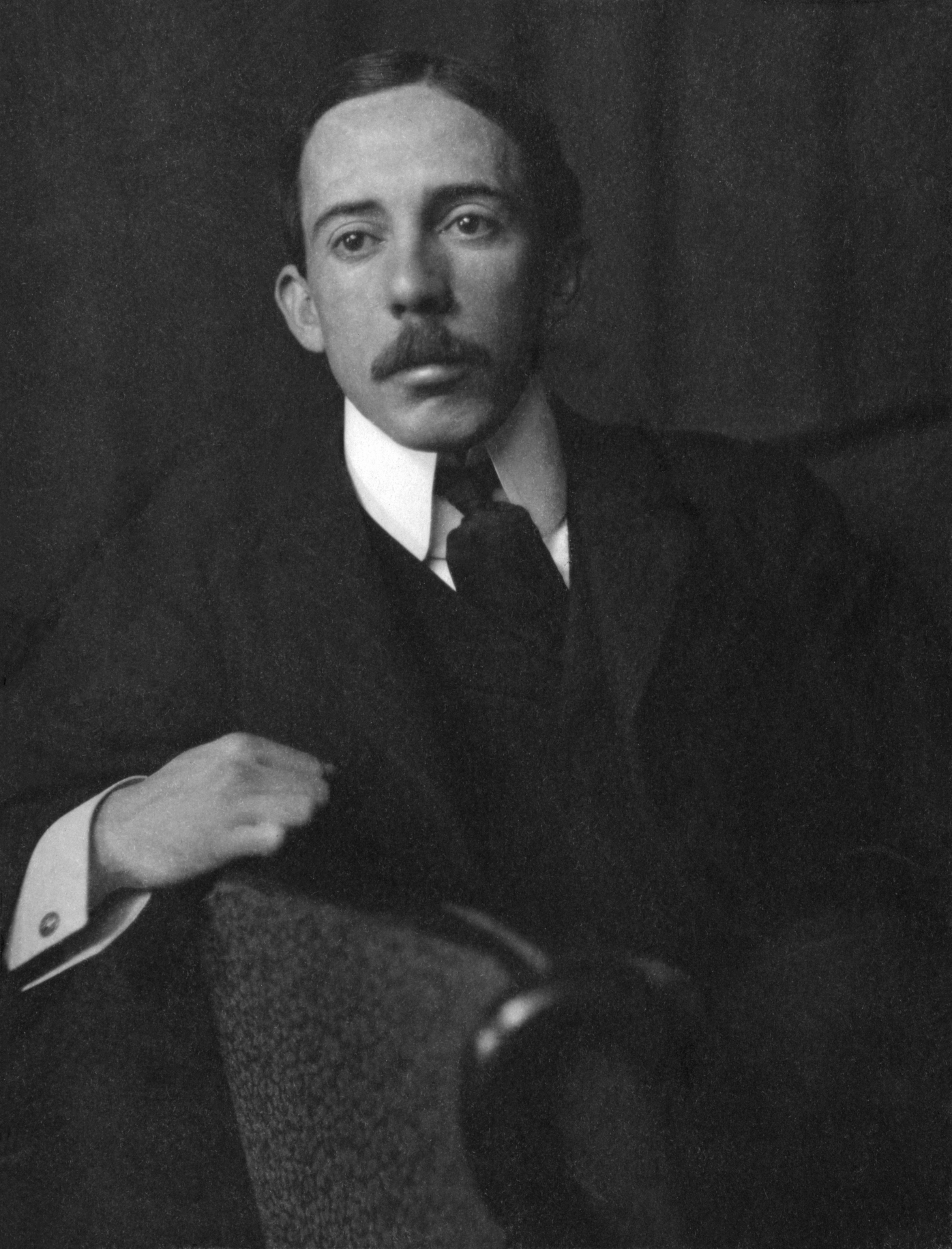
Santos Dumont

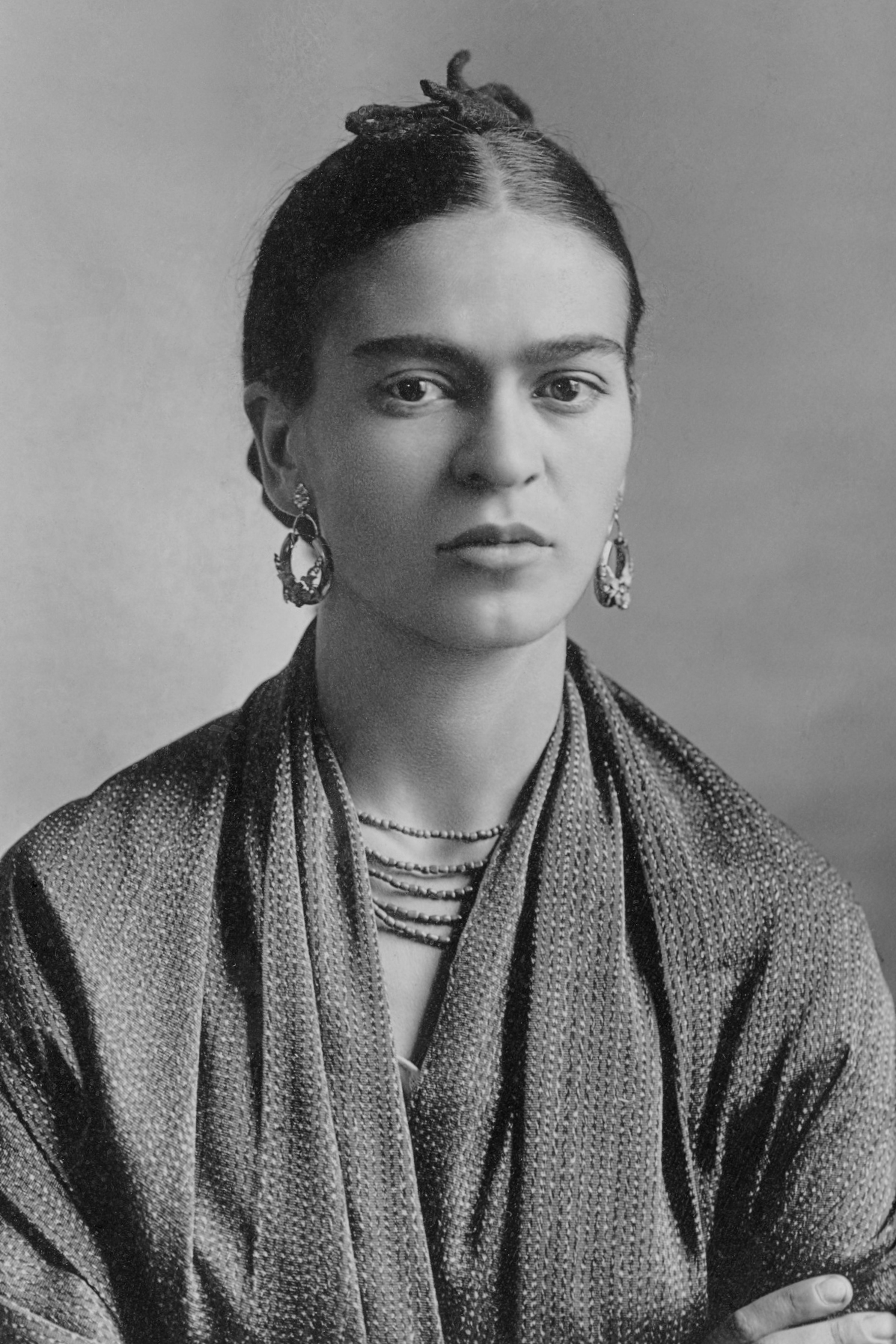
Frida Kahlo

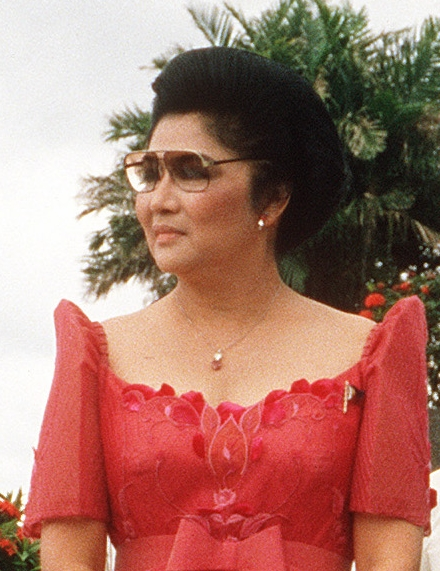
Imelda Marcos

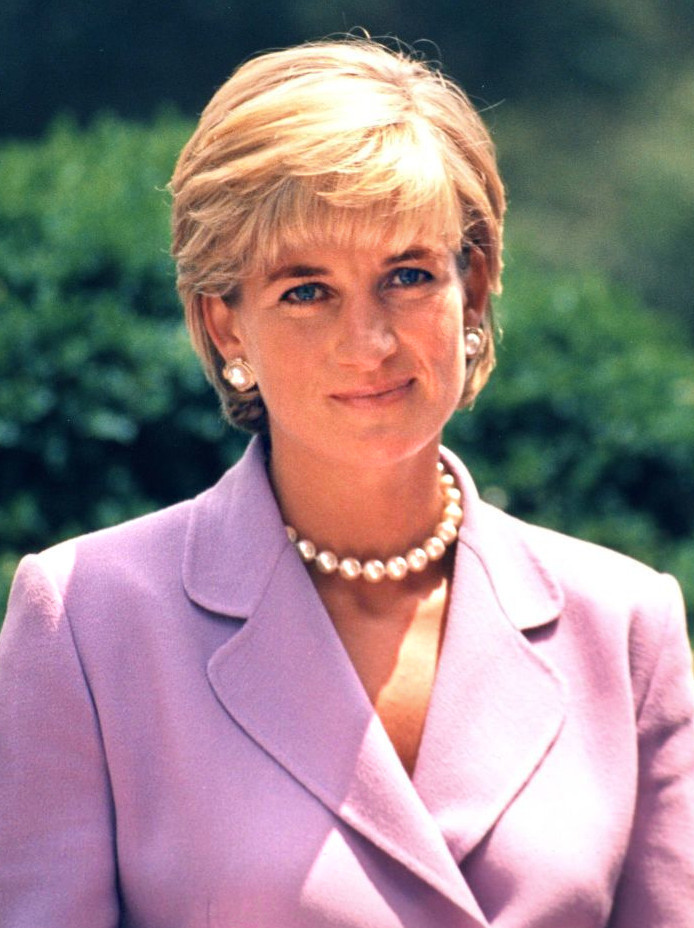
Diana, Princesa de Gales

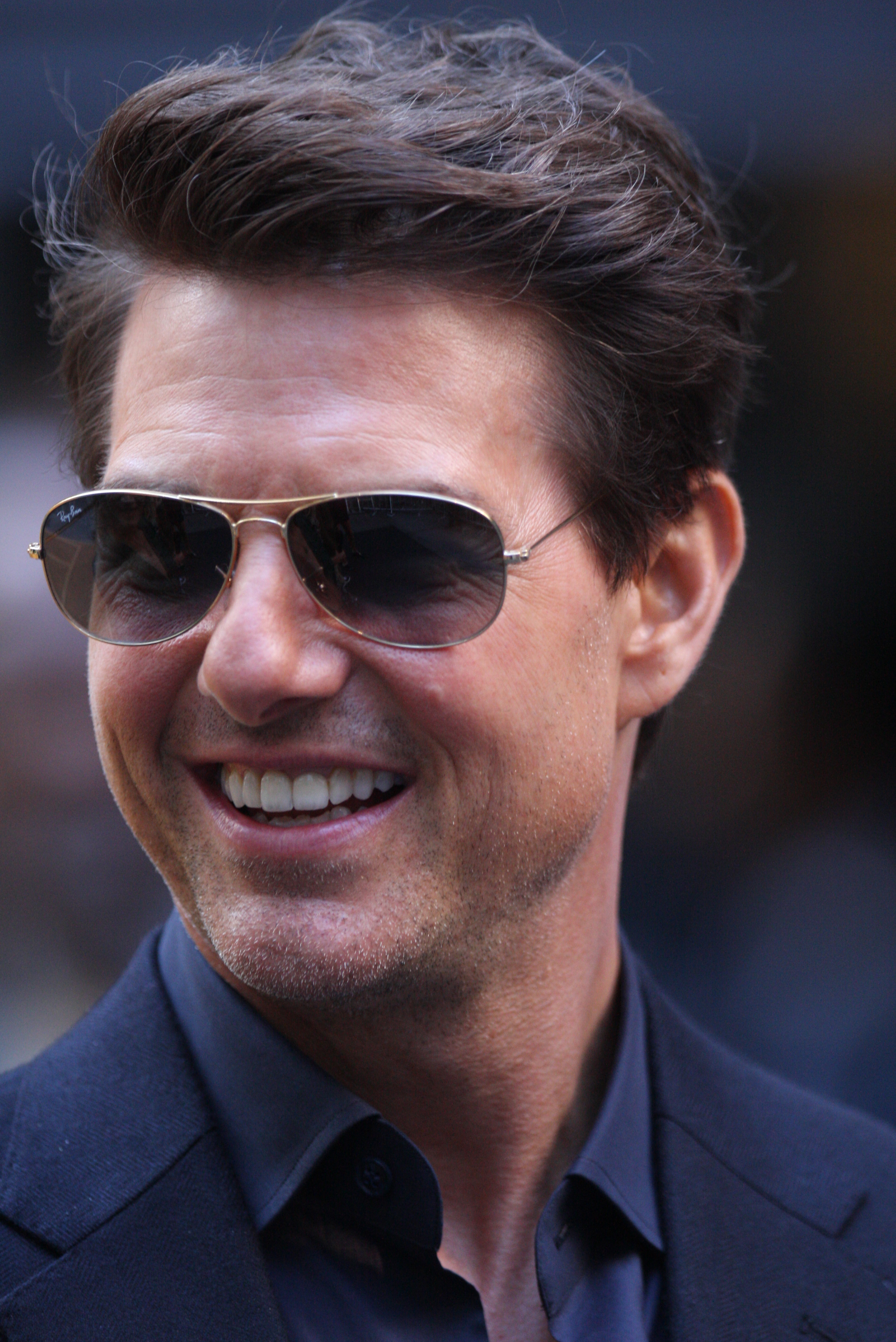
Tom Cruise

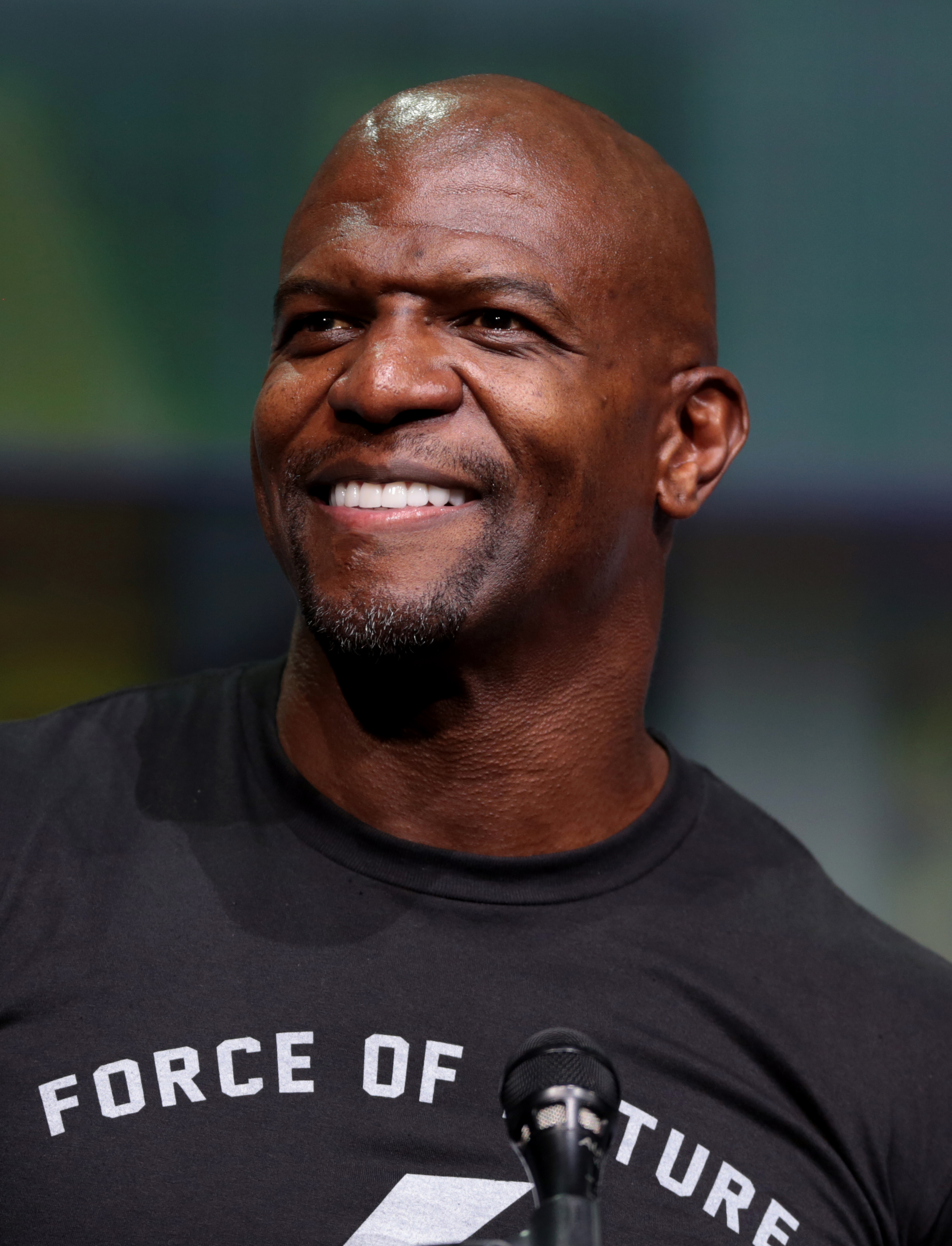
Terry Crews

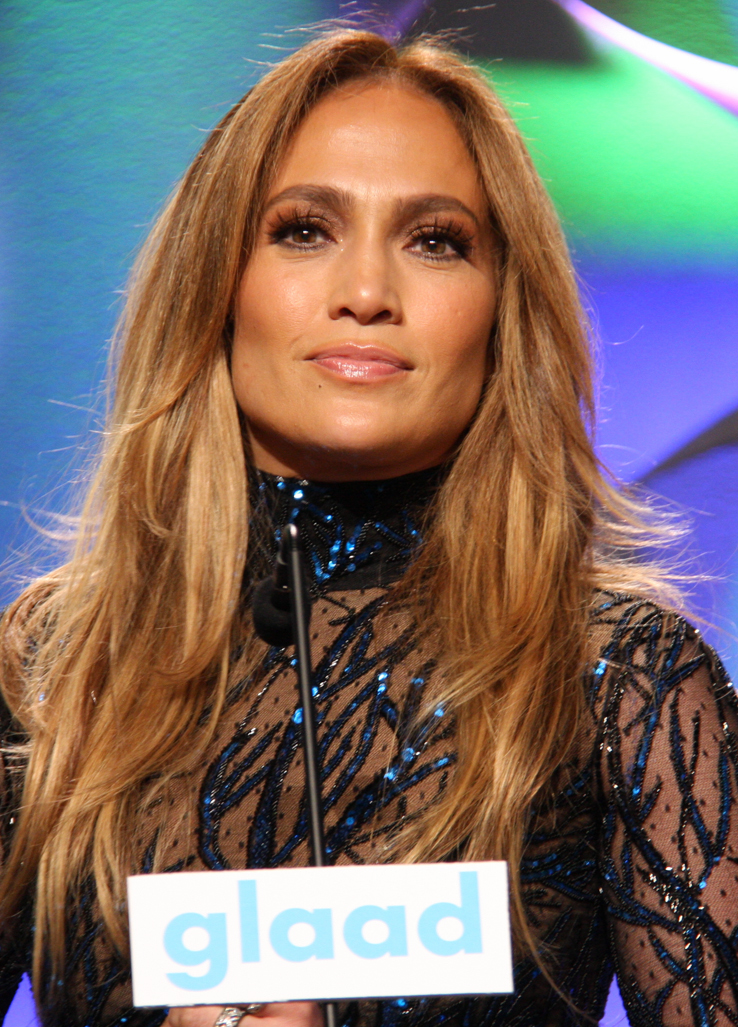
Jennifer Lopez

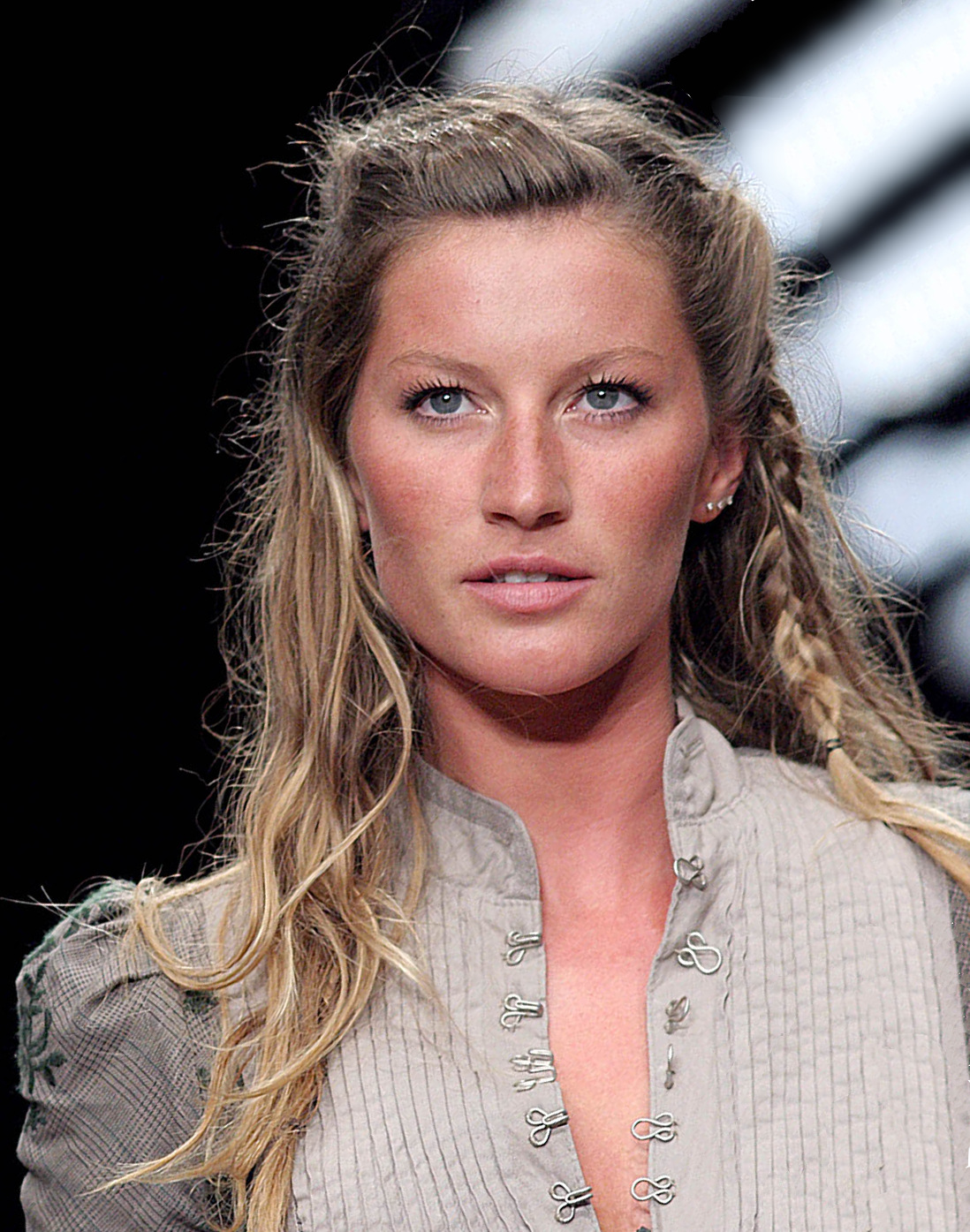
Gisele Bündchen

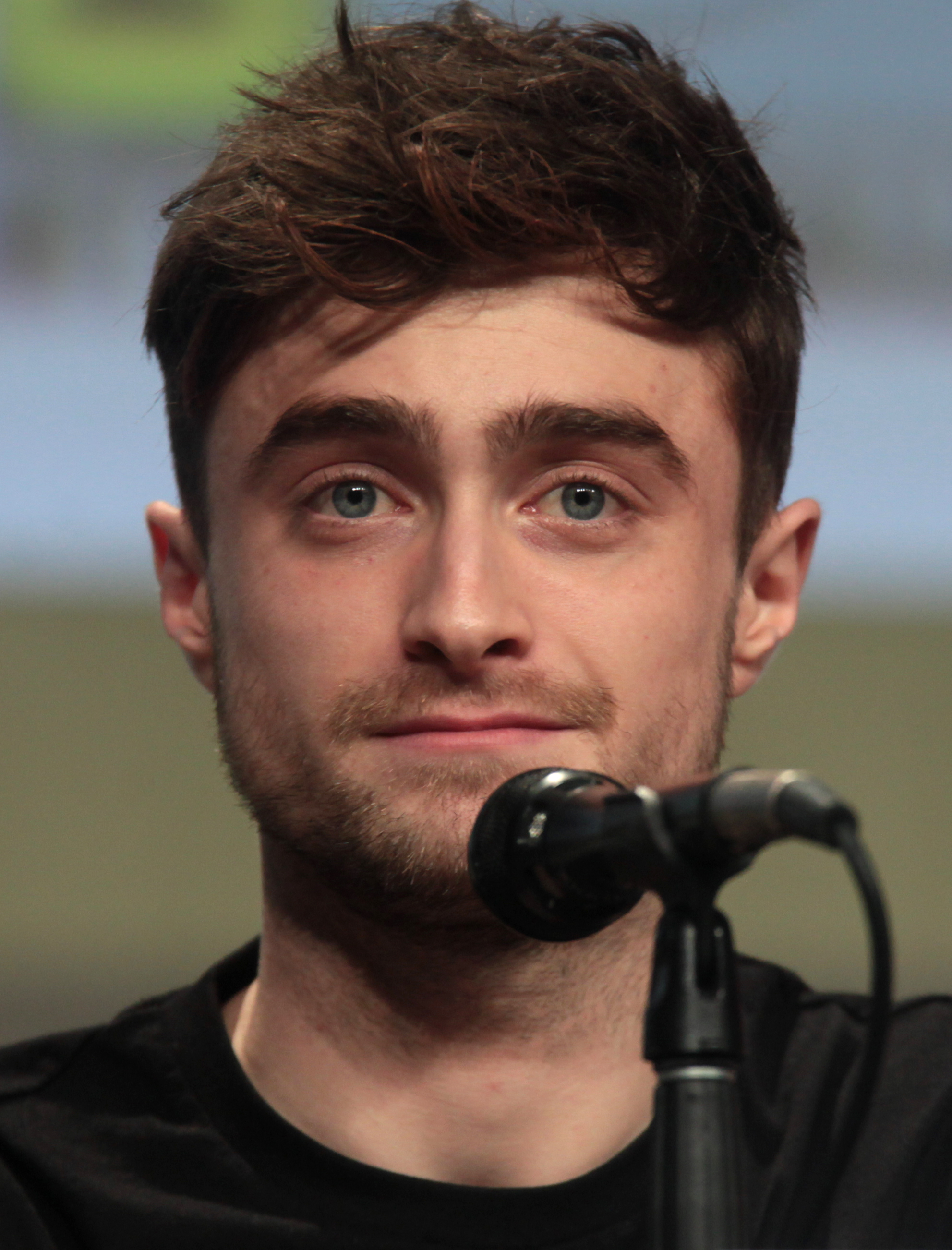
Daniel Radcliffe

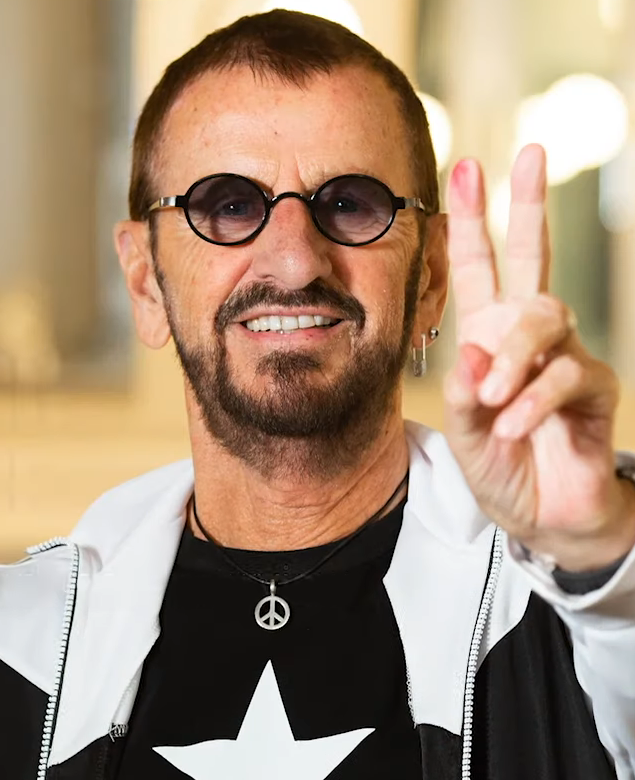
Ringo Starr

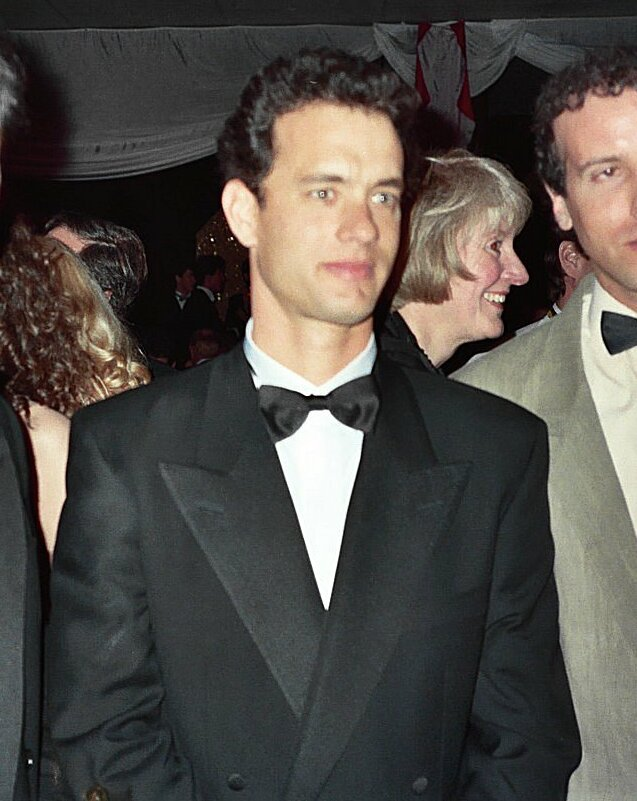
Tom Hanks

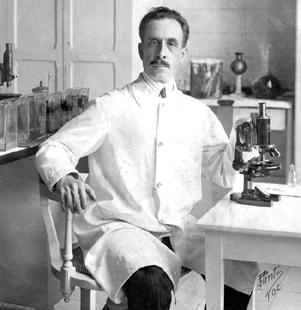
Carlos Chagas

- 1 de julho de 1506 — Luís II da Hungria (m. 1526).
- 1 de julho de 1916 — Olivia de Havilland, atriz anglo-americana.
- 1 de julho de 1920 — Amália Rodrigues, fadista portuguesa (m. 1999).
- 1 de julho de 1931 — Leslie Caron, atriz francesa.
- 1 de julho de 1961 — Diana, Princesa de Gales (m. 1997).
- 1 de julho de 1966 — Nany People, atriz brasileira.
- 1 de julho de 1976 — Simony, cantora brasileira.
- 1 de julho de 1977 — Liv Tyler, atriz e modelo norte-americana.
- 2 de julho de 1849 — Maria Teresa Henriqueta de Áustria-Este, rainha da Baviera (m. 1919).
- 2 de julho de 1915 — Arthur Wellesley, 8.º Duque de Wellington (m. 2014).
- 2 de julho de 1929 — Imelda Marcos, política e socialite filipina
- 2 de julho de 1983 — Michelle Branch, cantora e compositora norte-americana.
- 2 de julho de 1986 — Lindsay Lohan, atriz e cantora estadunidense.
- 2 de julho de 1990 — Margot Robbie, atriz e modelo australiana
- 3 de julho de 1746 — Sofia Madalena da Dinamarca (m. 1813).
- 3 de julho de 1883 — Franz Kafka, escritor tcheco (m. 1924).
- 3 de julho de 1962 — Tom Cruise, ator norte-americano.
- 3 de julho de 1965 — Connie Nielsen, atriz dinamarquesa.
- 3 de julho de 1987 — Sebastian Vettel, automobilista alemão.
- 4 de julho de 1804 — Nathaniel Hawthorne, escritor estadunidense (m. 1864).
- 4 de julho de 1898 — Gertrude Lawrence, atriz britânica (m. 1952).
- 4 de julho de 1983 — Isabeli Fontana, modelo brasileira.
- 4 de julho de 1988 — Angelique Boyer, atriz, modelo e cantora mexicana.
- 5 de julho de 1182 — Francisco de Assis, frade católico italiano (m. 1226).
- 5 de julho de 1554 — Isabel da Áustria, rainha consorte da França (m. 1592).
- 5 de julho de 1972 — Ingrid Guimarães, atriz brasileira.
- 6 de julho de 1789 — Maria Isabel de Bourbon, rainha das Duas Sicílias (m. 1848).
- 6 de julho de 1864 — Alberto Nepomuceno, compositor brasileiro (m. 1920).
- 6 de julho de 1868 — Vitória Alexandra do Reino Unido (m. 1935).
- 6 de julho de 1907 — Frida Kahlo, pintora mexicana (m. 1954).
- 6 de julho de 1979 — Kevin Hart, ator americano.
- 7 de julho de 1207 — Isabel da Hungria (m. 1231).
- 7 de julho de 1848 — Francisco de Paula Rodrigues Alves, político brasileiro (m. 1919).
- 7 de julho de 1940 — Ringo Starr, baterista dos Beatles.
- 7 de julho de 1977 — Reinaldo Gottino, jornalista e apresentador de TV brasileiro.
- 7 de julho de 1979 — Amanda Françozo, apresentadora e modelo brasileira.
- 8 de julho de 1621 — Jean de La Fontaine, fabulista francês (m. 1695).
- 8 de julho de 1792 — Teresa de Saxe-Hildburghausen, rainha da Baviera (m. 1854).
- 8 de julho de 1846 — Clotilde de Saxe-Coburgo-Gota (m. 1927).
- 8 de julho de 1977 — Milo Ventimiglia, ator estadunidense.
- 9 de julho de 1879 — Carlos Chagas, médico e cientista brasileiro (m. 1934).
- 9 de julho de 1922 — Angelines Fernández, atriz espanhola (m. 1994).
- 9 de julho de 1956 — Tom Hanks, ator norte-americano.
- 9 de julho de 1989 — Kaysar Dadour, ator sírio-brasileiro.
- 9 de julho de 1995 — Georgie Henley, atriz britânica.
- 10 de julho de 1509 — João Calvino, teólogo franco-suíço (m. 1564).
- 10 de julho de 1736 — Maria Walpole, duquesa de Gloucester e Edimburgo (m. 1807).
- 10 de julho de 1964 — Dalton Vigh, ator brasileiro.
- 10 de julho de 1972 — Sofía Vergara, modelo e atriz colombiana.
- 10 de julho de 1980 — Cláudia Leitte, cantora brasileira.
- 10 de julho de 2001 — Isabela Merced, atriz e cantora norte-americana.
- 11 de julho de 1767 — John Quincy Adams, político americano (m. 1848).
- 11 de julho de 1902 — Sérgio Buarque de Holanda, historiador, jornalista e escritor brasileiro (m. 1982).
- 11 de julho de 1996 — Alessia Cara, cantora canadense.
- 12 de julho de 1751 — Júlia Billiart, santa católica francesa (m. 1816).
- 12 de julho de 1817 — Henry David Thoreau, autor, poeta e filósofo estadunidense (m. 1862).
- 12 de julho de 1856 — Gisela da Áustria (m. 1932).
- 12 de julho de 1997 — Pablo Maffeo, futebolista espanhol.
- 12 de julho de 1997 — Malala Yousafzai, ativista paquistanesa.
- 12 de julho de 2006 — Kevin Vechiatto, ator e youtuber brasileiro.
- 13 de julho de 100 a.C. — Júlio César, líder político e militar romano (m. 44 a.C.).
- 13 de julho de 1776 — Carolina, Princesa de Baden (m. 1841).
- 13 de julho de 1847 — Leopoldina de Bragança e Bourbon, infanta do Brasil (m. 1871).
- 13 de julho de 1928 — Bob Crane, ator estadunidense (m. 1978).
- 13 de julho de 1957 — Lilia Cabral, atriz brasileira.
- 13 de julho de 1971 — Murilo Benício, ator brasileiro.
- 13 de julho de 2000 — Lucas Lynggaard Tønnesen, ator dinamarquês.
- 13 de julho de 2007 — Lamine Yamal, futebolista espanhol.
- 14 de julho de 1817 — Maria Teresa de Áustria-Este (m. 1886).
- 14 de julho de 1868 — Gertrude Bell, escritora e historiadora de viagens britânica (m. 1926).
- 14 de julho de 1913 — Gerald Ford, político estadunidense (m. 2006).
- 14 de julho de 1977 — Vitória, Princesa Herdeira da Suécia.
- 15 de julho de 1837 — Estefânia de Hohenzollern-Sigmaringen (m. 1859).
- 15 de julho de 1972 — Scott Foley, ator estadunidense.
- 15 de julho de 1997 — Maycon de Andrade Barberan, futebolista brasileiro.
- 15 de julho de 2002 — Fernanda Concon, atriz brasileira.
- 16 de julho de 1194 — Clara de Assis, santa católica italiana (m. 1253).
- 16 de julho de 1756 — Visconde de Cairu, economista, jurista e político brasileiro (m. 1835).
- 16 de julho de 1828 — José Rodrigues, pintor português (m. 1887).
- 16 de julho de 1911 — Ginger Rogers, atriz, dançarina e cantora norte-americana (m. 1995).
- 16 de julho de 1990 — James Maslow, ator e cantor norte-americano.
- 17 de julho de 1899 — James Cagney, ator norte-americano (m. 1986).
- 17 de julho de 1983 — Sarah Jones, atriz norte-americana.
- 17 de julho de 1997 — Perla Haney-Jardine, atriz brasileira.
- 18 de julho de 1501 — Isabel da Áustria (m. 1526).
- 18 de julho de 1659 — Hyacinthe Rigaud, pintor francês (m. 1743).
- 18 de julho de 1918 — Nelson Mandela, político sul-africano (m. 2013).
- 18 de julho de 1967 — Vin Diesel, ator estadunidense.
- 18 de julho de 1998 — Luísa Sonza, cantora e compositora brasileira.
- 19 de julho de 1814 — Samuel Colt, armeiro, inventor e industrial estadunidense (m. 1862).
- 19 de julho de 1848 — Pedro Afonso de Bragança e Bourbon (m. 1850).
- 19 de julho de 1979 — Ellen Rocche, modelo e atriz brasileira.
- 20 de julho de 1822 — Gregor Mendel, monge e cientista austríaco (m. 1884).
- 20 de julho de 1873 — Alberto Santos Dumont, pioneiro da aviação brasileira (m. 1932).
- 20 de julho de 1978 — André Bankoff, ator brasileiro.
- 20 de julho de 1980 — Gisele Bündchen, modelo e atriz brasileira.
- 20 de julho de 1980 — Dado Dolabella, ator e cantor brasileiro.
- 21 de julho de 1414 — Papa Sisto IV (m. 1484).
- 21 de julho de 1515 — Filipe Néri, padre e santo católico italiano (m. 1595).
- 21 de julho de 1899 — Ernest Hemingway, escritor norte-americano (m. 1961).
- 21 de julho de 1939 — Helmut Haller, futebolista alemão (m. 2012).
- 21 de julho de 1951 — Robin Williams, ator norte-americano (m. 2014).
- 21 de julho de 1976 — Emanuelle Araújo, cantora e atriz brasileira.
- 21 de julho de 1989 — Rory Culkin, ator norte-americano.
- 22 de julho de 1478 — Filipe I de Castela (m. 1506).
- 22 de julho de 1615 — Margarida de Lorena, duquesa de Orleães (m. 1672).
- 22 de julho de 1992 — Selena Gomez, atriz e cantora estadunidense.
- 22 de julho de 1995 — Marília Mendonça, cantora brasileira (m. 2021).
- 22 de julho de 2002 — Félix da Dinamarca.
- 22 de julho de 2013 — Jorge de Cambridge.
- 23 de julho de 1503 — Ana Jagelão, Rainha da Boêmia e da Hungria (m. 1547).
- 23 de julho de 1978 — Sheila Mello, dançarina e atriz brasileira.
- 23 de julho de 1979 —  Íris Stefanelli, apresentadora brasileira.
- 23 de julho de 1989 — Daniel Radcliffe, ator britânico.
- 23 de julho de 1991 — Penelope Mitchell, atriz australiana.
- 24 de julho de 1725 — John Newton, clérigo britânico (m. 1807).
- 24 de julho de 1802 — Alexandre Dumas, pai, escritor francês (m. 1870).
- 24 de julho de 1897 — Amelia Earhart, aviadora norte-americana (m. 1937).
- 24 de julho de 1911 — Elisa Lispector, escritora brasileira (m. 1989).
- 24 de julho de 1969 — Jennifer Lopez, cantora e atriz norte-americana.
- 24 de julho de 1987 — Mara Wilson, atriz norte-americana.
- 24 de julho de 1987 — Maria Casadevall, atriz brasileira.
- 24 de julho de 1987 — Rainer Cadete, ator brasileiro.
- 24 de julho de 1990 — Daveigh Chase, atriz norte-americana.
- 25 de julho de 1746 — Maria Francisca Benedita de Bragança, princesa portuguesa (m. 1829).
- 25 de julho de 1880 — Giuseppe Moscati, médico e cientista italiano (m. 1927).
- 25 de julho de 1926 — Beatriz Segall, atriz brasileira (m. 2018).
- 25 de julho de 1944 — Ney Latorraca, ator, comediante, músico, escritor e encenador brasileiro (m. 2024).
- 25 de julho de 1963 — Leonardo, cantor brasileiro.
- 25 de julho de 1982 — Brad Renfro, ator norte-americano (m. 2008).
- 25 de julho de 2009 — Giovanna Alparone,  atriz, cantora e modelo brasileira.
- 26 de julho de 1909 — Vivian Vance, atriz e cantora estadunidense (m. 1977).
- 26 de julho de 1926 — James Best, ator, cantor, cineasta e roteirista estadunidense (m. 2015).
- 26 de julho de 1964 — Sandra Bullock, atriz estadunidense.
- 26 de julho de 1973 — Kate Beckinsale, atriz britânica.
- 26 de julho de 1981 — Maicon, futebolista brasileiro.
- 27 de julho de 1762 — Lavinia Spencer, Condessa Spencer (m. 1831).
- 27 de julho de 1824 — Alexandre Dumas Filho, escritor francês (m. 1895).
- 27 de julho de 1990 — Indiana Evans, atriz, modelo e cantora australiana.
- 28 de julho de 1609 — Judith Leyster, pintora neerlandesa (m. 1660).
- 28 de julho de 1860 — Anastasia Mikhailovna da Rússia (m. 1922).
- 28 de julho de 1929 — Jacqueline Kennedy Onassis, primeira-dama estadunidense (m. 1994).
- 28 de julho de 1998 — Sasha Meneghel, modelo e atriz brasileira.
- 29 de julho de 1805 — Alexis de Tocqueville, historiador e cientista político francês (m. 1859).
- 29 de julho de 1846 — Isabel do Brasil (m. 1921).
- 29 de julho de 1883 — Benito Mussolini, jornalista e estadista italiano (m. 1945).
- 29 de julho de 1962 — Isabel Cristina, estudante brasileira (m. 1982).
- 29 de julho de 1981 — Fernando González, ex-tenista chileno.
- 30 de julho de 1863 — Henry Ford, fabricante de automóveis estadunidense (m. 1947).
- 30 de julho de 1947 — Arnold Schwarzenegger, fisiculturista, político e ator austríaco-americano.
- 30 de julho de 1968 — Terry Crews, ator estadunidense.
- 31 de julho de 1396 — Filipe III, Duque de Borgonha (m. 1467).
- 31 de julho de 1773 — Madame Tallien, nobre francesa (m. 1835).
- 31 de julho de 1812 — Amélia de Leuchtenberg, imperatriz brasileira (m. 1873).
- 31 de julho de 1965 — J. K. Rowling, escritora britânica.
- 31 de julho de 1981 — Ana Cláudia Michels, modelo brasileira.
- 31 de julho de 1996 — Blake Michael, ator estadunidense.

## Mortes
- 1 de julho de 1920 — Delfim Moreira, político brasileiro (n. 1868).
- 1 de julho de 1974 — Juan Domingo Perón, político argentino (n. 1895).
- 1 de julho de 1976 — Anneliese Michel, estudante e mística alemã (n. 1952).
- 1 de julho de 1997 — Robert Mitchum, ator e cantor norte-americano (n. 1917).
- 1 de julho de 2015 — Nicholas Winton, ativista britânico (n. 1909).
- 8 de Julho de 2020 — Naya Rivera, atriz e cantora estadunidense (n. 1987).
- 10 de julho de 1982 — Jackson do Pandeiro, músico brasileiro (n. 1919).
- 12 de julho de 1712 — Richard Cromwell, político britânico (n. 1626).
- 13 de julho de 1762 — James Bradley, astrônomo britânico (n. 1693).
- 13 de julho de 1970 — Leslie Groves, engenheiro militar estadunidense (n. 1896).
- 13 de julho de 2002 — Claudinho, cantor e compositor brasileiro (n.1975).
- 13 de Julho de 2013 — Cory Monteith, ator e cantor canadense (n. 1982).
- 20 de julho de 1934 — Padre Cícero, sacerdote católico brasileiro (n. 1844).
- 20 de julho de 2025 — Preta Gil, cantora e atriz brasileira (n. 1974).
- 21 de julho de 1796 — Robert Burns, poeta britânico (n. 1759).
- 21 de julho de 1855 — Per Daniel Amadeus Atterbom, poeta e crítico sueco (n. 1790).
- 22 de julho de 2025 — Ozzy Osbourne, cantor e compositor britânico (n. 1948).
- 23 de julho de 1373 — Brígida Birgersdotter da Suécia, santa e escritora (n. 1303).
- 23 de julho de 1932 — Alberto Santos Dumont, inventor brasileiro (n. 1873).
- 23 de julho de 1966 — Montgomery Clift, ator estadunidense (n. 1920).
- 24 de julho de 1568 — Carlos de Espanha, Príncipe das Astúrias (n. 1545).
- 24 de julho de 1862 — Martin Van Buren, político norte-americano (n. 1782).
- 24 de julho de 2008 — Zezé Gonzaga, cantora brasileira (n. 1926).
- 26 de julho de 2016 — Jacques Hamel, sacerdote católico francês (n. 1930).
- 31 de julho de 1556 — Inácio de Loyola, santo católico espanhol (n. 1491).
- 31 de julho de 2001 — Francisco Costa Gomes, político português (n. 1914).